# カヌー

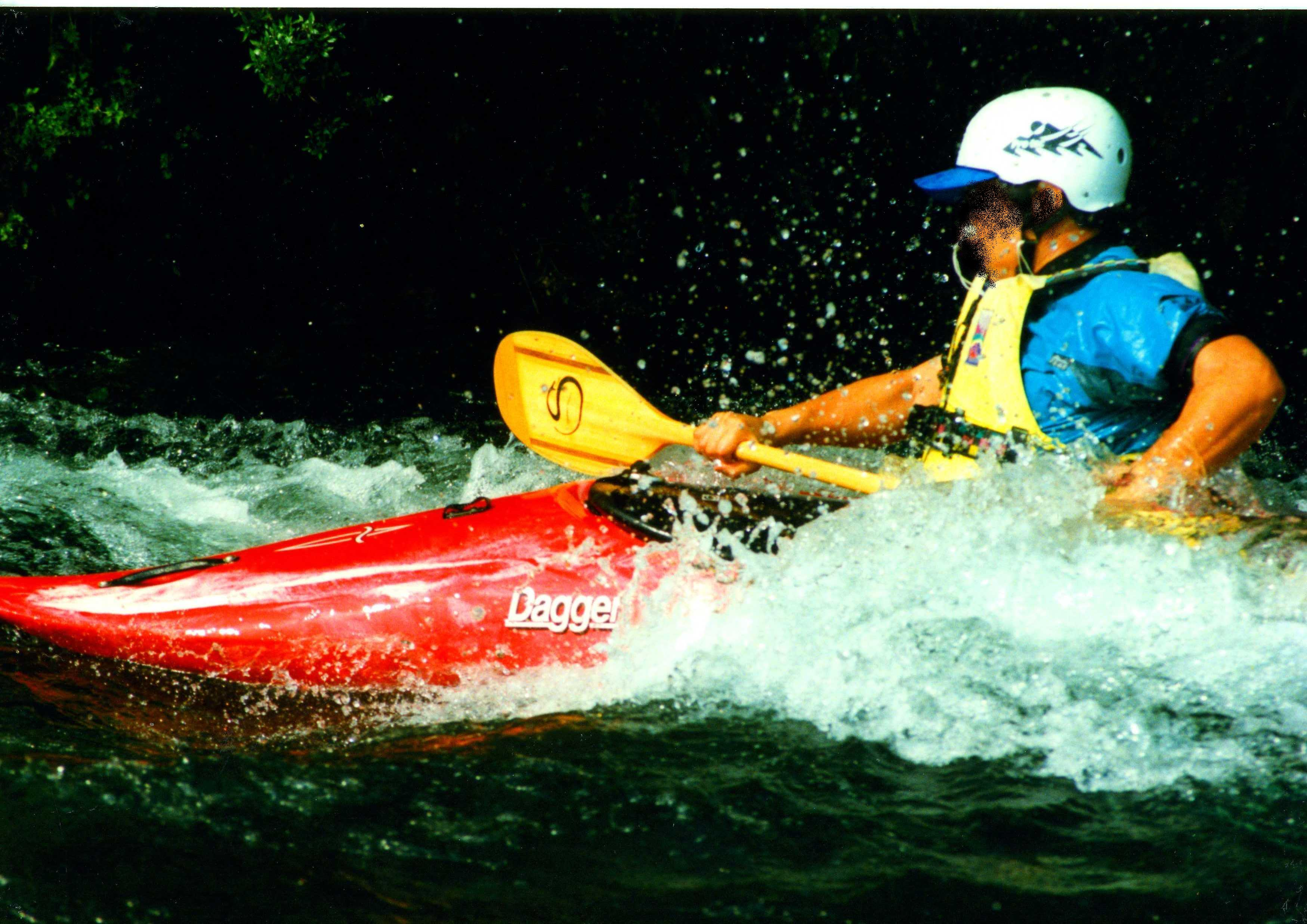
ポリエチレン製カヤック

カヌー（Canoe）とは、カリブに先住したアラワク族インディアンの言葉で、カリブ海周辺の小型舟艇の名称である。それから転じて、世界各地の伝統的な舟艇を指して使われる用法が一般化しているが、明確な定義は無い。なお、現代の英語において「カヌー」と呼ばれうる船舶は、地域により「カヌー」「カノア」「カノ」「ワカ」「ワア」「ヴァカ」など様々な名で呼ばれている。

## カヌーの定義の難しさ

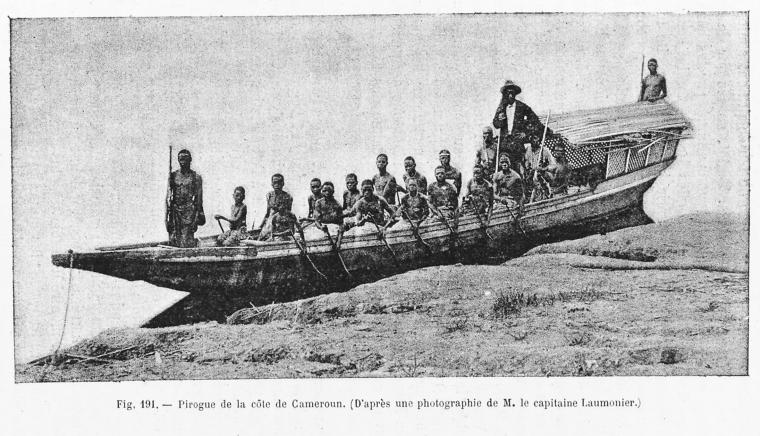
1890年にカメルーンで撮影された写真。こうしたアフリカの伝統船もカヌーと見られる場合がある。

カヌーの定義は多様であり、競技団体による慣習的な定義は例外として、一義には決定できない。パドルで水を掻き、前進する舟全般を指すもの、という考え方もあるが、この定義ではオセアニアで広く用いられている帆走カヌー（Sailing Canoe)や航海カヌー（Voyaging Canoe)は包摂出来ない。船体側にも支点を持たせたオールや艪を使用しない舟艇という考え方もあるが、ミクロネシアで用いられるシングル・アウトリガーの航海カヌーの櫂舵は足で操作するし、ポリネシアで用いられるダブル・カヌー形式の航海カヌーの櫂舵は、ロープで船体に結縛されている。
これはそもそも、カヌーなる用語が近代以降は「ヨーロッパ人の用いる船舶ではないもの」という形で使用されていた歴史から来る必然である。カリブ海周辺の小型船舶の名称を北米大陸から大洋州に至る広大な地域の船舶に応用した時点で、「カヌー」という語の多義性、曖昧性は宿命づけられてしまったと言える。すなわち、「カヌー」という語の内実は、語用論的にしか捉えることが出来ないのである。
なお、日本の競技カヌー界ではカヌーは「カヌー」、アウトリガーカヌーは「アウトリガーカヌー」と呼び、区別している。カヌーやカヤックを使うスポーツ全般をパドルスポーツと呼ぶこともある。

## カヌーとカヤック

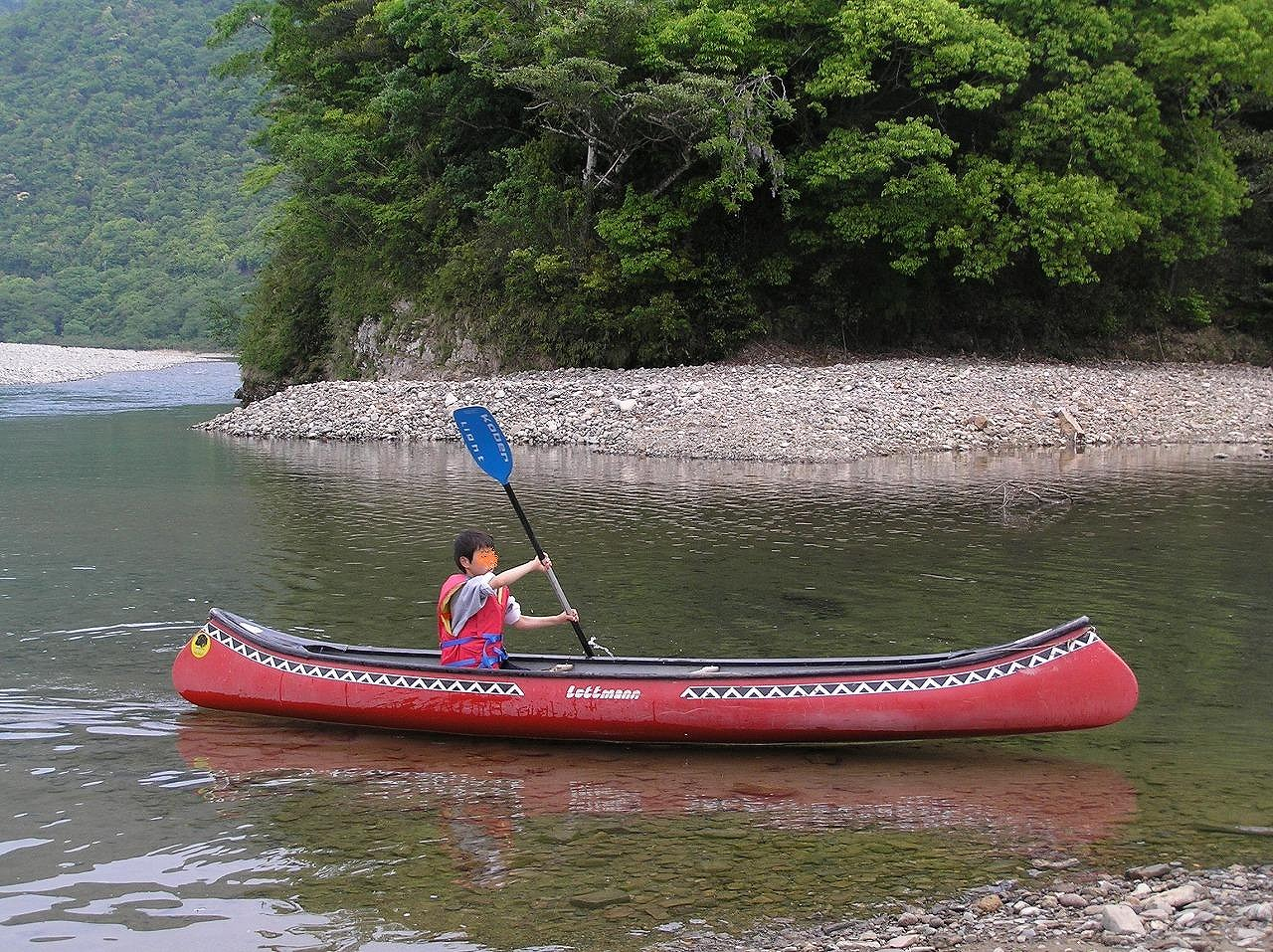
カナディアンカヌー。カヌーという語は本来、こうしたオープンデッキタイプを指していた。

現代における言葉の使い分けとして、「カヌー」は基本的にオープンデッキのタイプを指すのに対して、「カヤック」は基本的にクローズドデッキのタイプを指すが、日本においてはカヌーという言葉の中に広義でカヤックを含める場合もある。
しかし、この定義では船体に樹脂製のパッキンを用いたハッチを装備して密閉し、船体と船体の間にクロスビームを渡してその上にデッキを張るという構造を持つ、ポリネシアのグラスファイバー製航海カヌーは、はたして「カヌー」なのか「カヤック」なのか定義できない。
実際にカヌーやカヤックを漕いでいる人たちの間では、ICF (International Canoe Federation)による定義が一般的になっている。
ICFのCanoe Slalom Competition Rules 2009によれば、カヌーとカヤックの定義は下記のようになっている。（原文は英文）
「カヤックはデッキをもつボートで、選手がその中に腰をかけて坐り、ダブルブレードのパドルで推進するものでなければならない。カナディアンカヌーはデッキをもつボートで、選手がその中に膝をついて坐り、シングルブレードのパドルで推進するものでなければならない。」
上記の定義に基づいて、クローズドデッキのカヌーが存在し、オリンピックのスラローム競技にもなっている。
ICFルールによれば、オープンデッキタイプのカナディアンカヌーについては定義が無い。
現代のレジャー用カヤックはリバーカヤックとシーカヤックに大別される。

## 地域ごとの特徴
北アメリカ
アメリカ・インディアンの用いるカヌーの多くは丸太を刳り抜いた丸木舟である。アメリカ合衆国のワシントン州からカナダ、アラスカにかけての太平洋沿岸の温帯雨林、針葉樹林に居住するハイダ族、トリンギット族、クワキウトル族などは樹高60ｍにも及ぶベイスギ、ベイマツなどの針葉樹を加工してトーテムポールや板葺きの大建築を造り上げてきたが、船の面でも数十人の乗用が可能なカヌーを作り、鮭や鱒の漁に用いた。一方、カリフォルニア州のチュマシュ族だけは複雑な構造を持つ縫合船を用いており、ポリネシアのカヌー建造技術が何らかの形で伝播していたのではないかと考える研究者もいる。またエスキモーやイヌイット、アレウト族が使用するカヤックは、獣骨や木材の骨組みに獣皮を張るという構造であった。カナディアン・カヌーは本来は木材の骨組みに樹皮を張る構造であった。
ミクロネシア
ミクロネシアではパンノキを船体にした縫合船のシングル・アウトリガーカヌーが広く用いられていた。小さいものはラグーン内での漁労用であるが、大きなものは十名近い乗員を乗せて数日間以上の外洋航海を行うことが可能な航海カヌーである。カロリン諸島からヤップ島へのサウェイ貿易には、このような航海カヌーが欠かせなかった。また、ヤップ島の石貨の中でも古い時期のものは、航海カヌーによってパラオから運んで来たものと考えられている。
東南アジア
東南アジアでは、シングル・アウトリガーカヌーの他に、ダブル・アウトリガーカヌーも用いられている。また蛋民が用いる家船は、世帯単位でそこに居住しながら漁労を行う為の大型のカヌーである。現在はエンジンを用いているが、本来は帆走カヌーであった。家船はアウトリガーを持たない。
メラネシア
メラネシアには、内水面で用いられる小型のカヌーと、外洋を航海するための大型の航海カヌーが存在している。メラネシアの航海カヌーにはシングル・アウトリガーカヌーとダブル・カヌーの両方がある。特に有名なものは、トロブリアンド諸島のクラ交易で用いられた航海カヌーである。
ポリネシア
ポリネシアには、シングル・アウトリガーカヌー、ダブル・カヌー、アウトリガーを持たないカヌーの3種類が存在している。マオリのカヌーは殆どがアウトリガーを持たない。ポリネシアの航海カヌーは殆どがダブル・カヌーであるが、域外ポリネシアのテ・プケと呼ばれる航海カヌーはシングル・アウトリガーカヌーである。
マダガスカル島
マダガスカル島の先住民は東南アジア島嶼部から航海カヌーに乗ってマダガスカル島に移住した人々であり、現在でもシングル・アウトリガーカヌーを漁労等に用いている。
北東アジア
日本列島には、各種のカヌーが存在していた。千葉県市川市の雷下遺跡で2013年11月縄文時代早期の約7,500年前のものとみられる丸木舟が出土し、かつて北海道や樺太、千島列島で独自の文化を築いていたオホーツク文化人やウィルタ、アイヌには、それぞれ独自のカヌーがあったと考えられている。アイヌは桂やヤチダモの大木を刳り抜いて作ったカヌー「チㇷ゚」を使用していた。チㇷ゚は基本的には湖沼や河川用の船であるが、過去にはチㇷ゚に舷側板を取り付けて大型化し、帆を備えた沿岸航海用のカヌー「イタオマチㇷ゚」（アイヌ語で「板のある船」の意）を作成し、はるかサンタン（沿海州）にまで渡り、山丹交易と呼ばれる交易活動を行っていた。このイタオマチㇷ゚を復元しようと試みるグループも存在し、実際に1989年、釧路市在住のアイヌ系住民が復元に取り組み、完成させた。また小笠原諸島には、有史以降最初にこの島に入植したハワイ人たちがシングル・アウトリガーカヌーを持ち込んでいる。

### 画像集

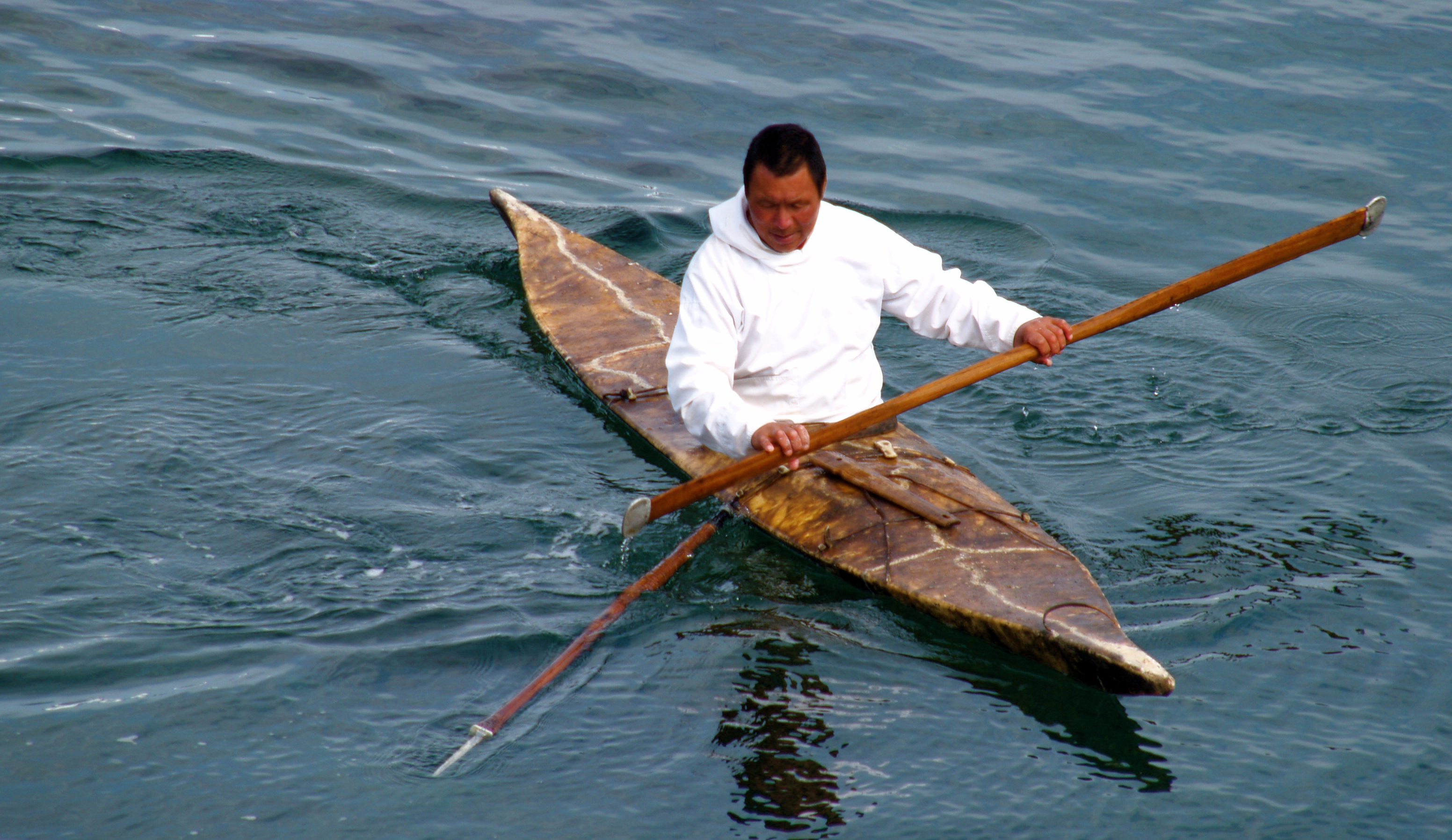
グリーンランドのイヌイットが用いる伝統的な獣皮のカヤック
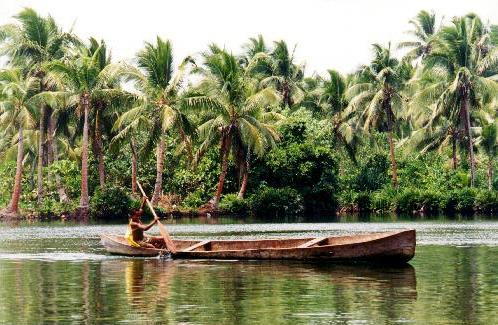
ソロモン諸島のレンネル島のカヌー(メラネシア）
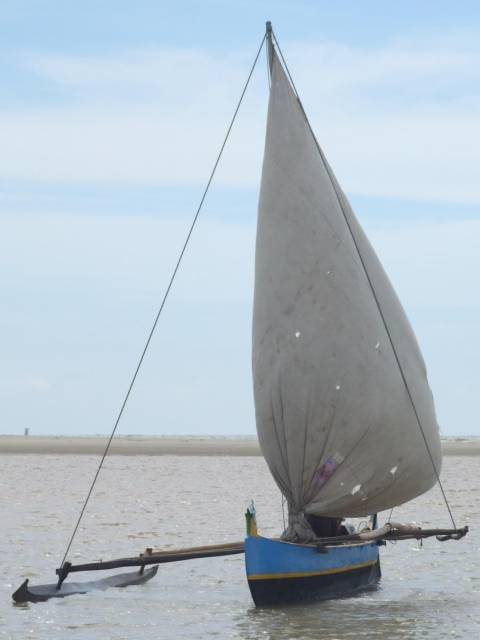
マダガスカル島のシングルアウトリガー帆走カヌー。
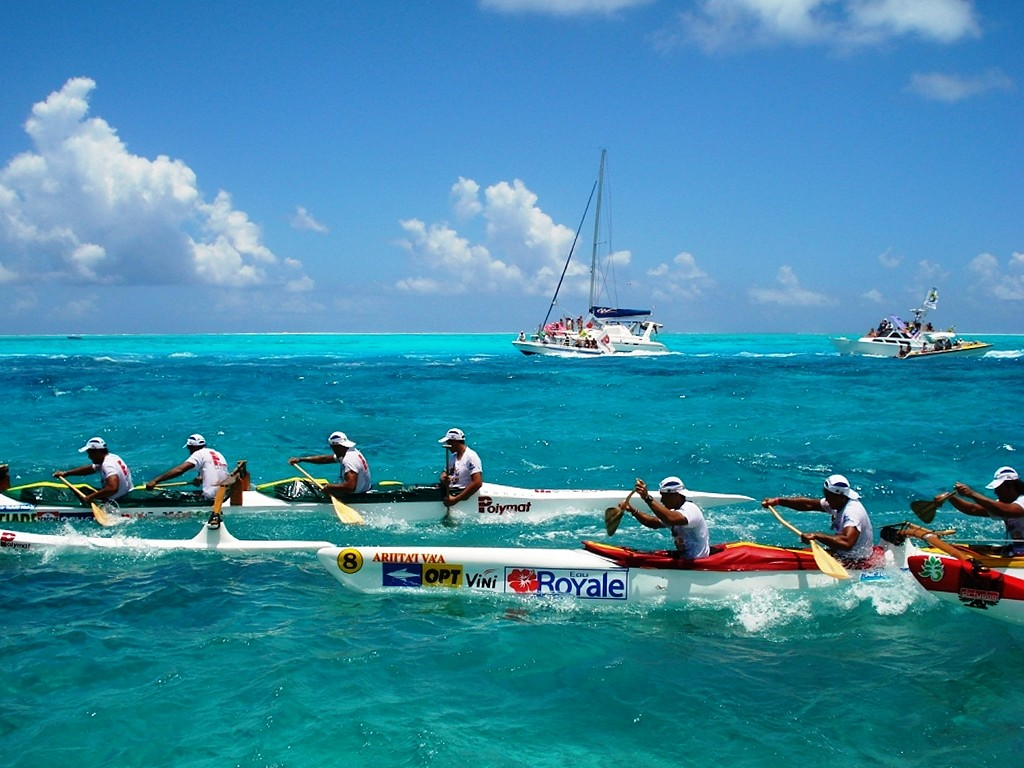
タヒチで開催されているシングルアウトリガーカヌーの大会「ハヴァイキヌイ・ヴァア」のOC-6。
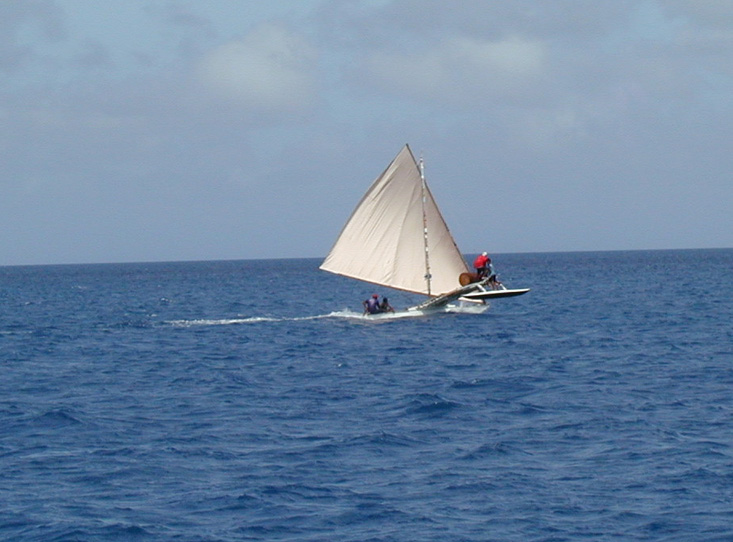
マーシャル諸島のシングルアウトリガー帆走カヌー（ミクロネシア）
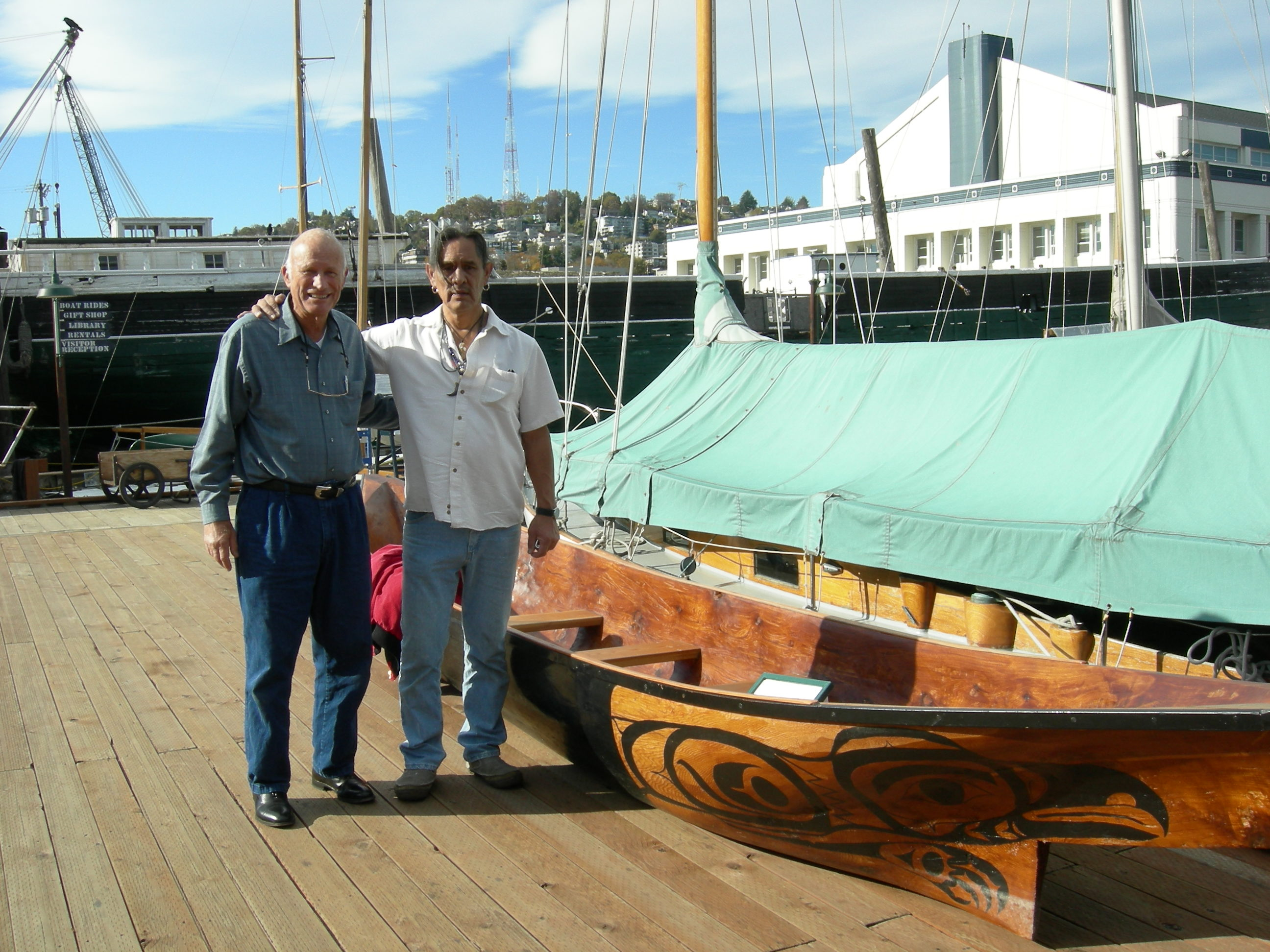
美しく装飾された北米ハイダ族のカヌー
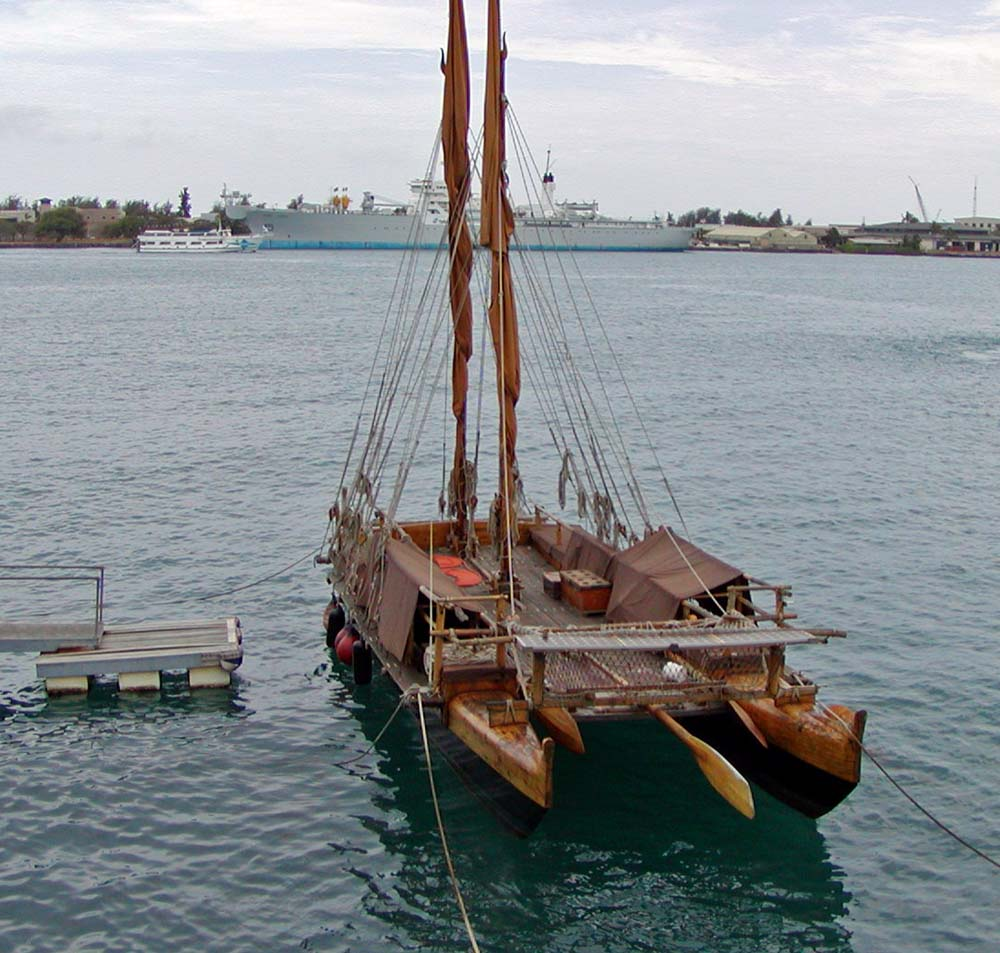
古代ポリネシアの遠洋航海カヌーのレプリカ「ハヴァイイロア」
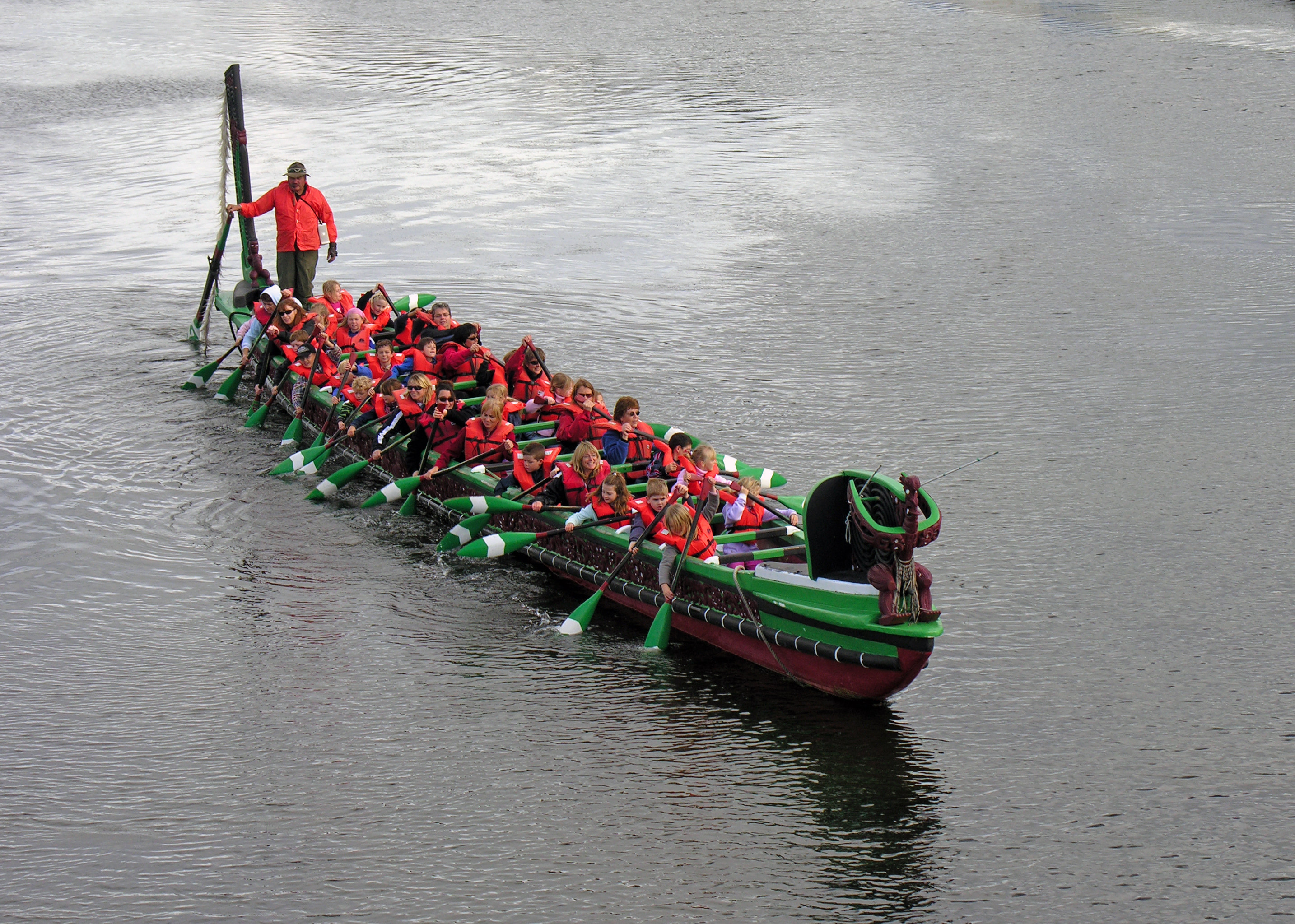
マオリの戦闘用ワカはアウトリガーや帆を持たない。
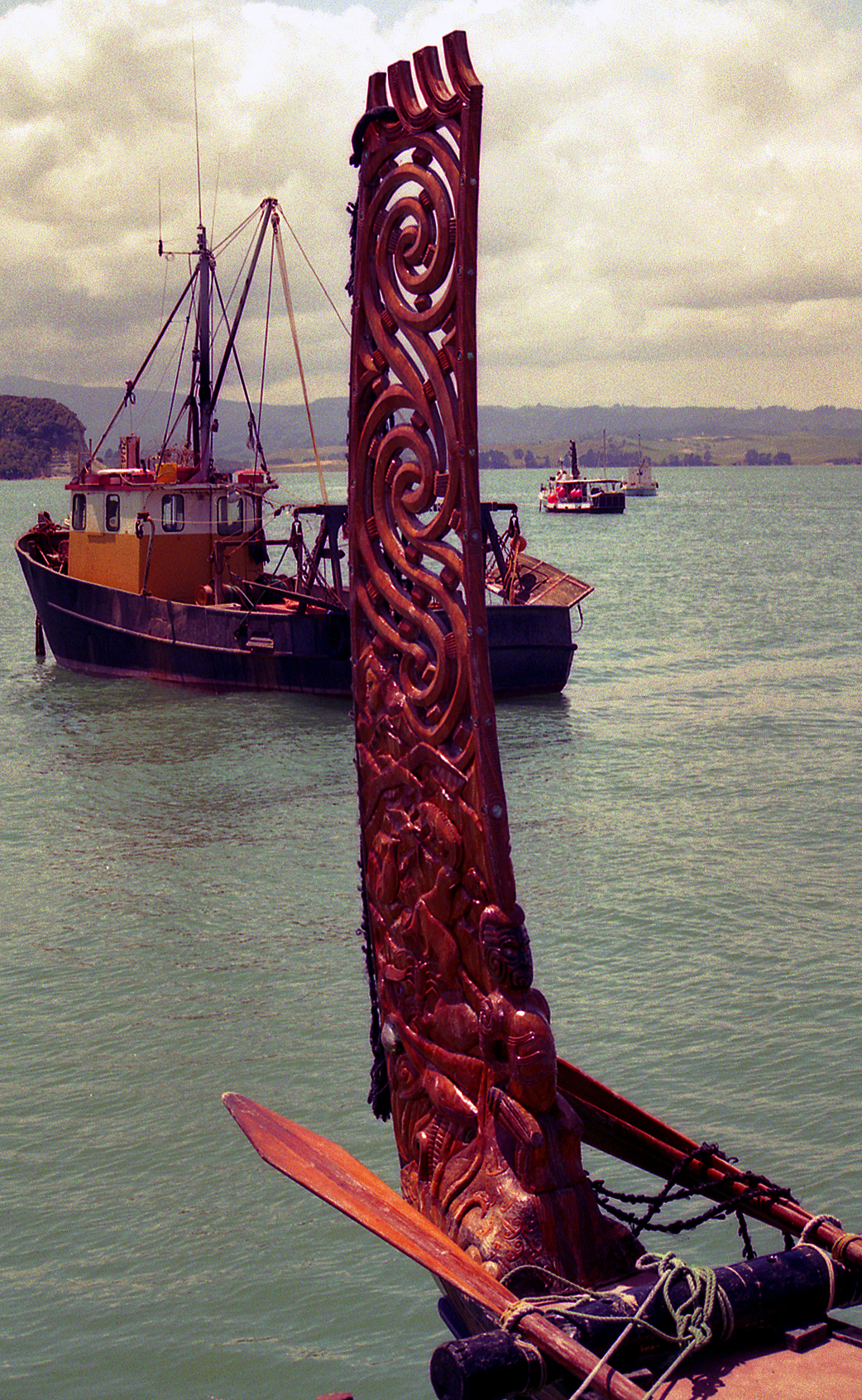
マオリのワカの彫刻。今日、ワカ彫刻の職人は芸術家として扱われている。
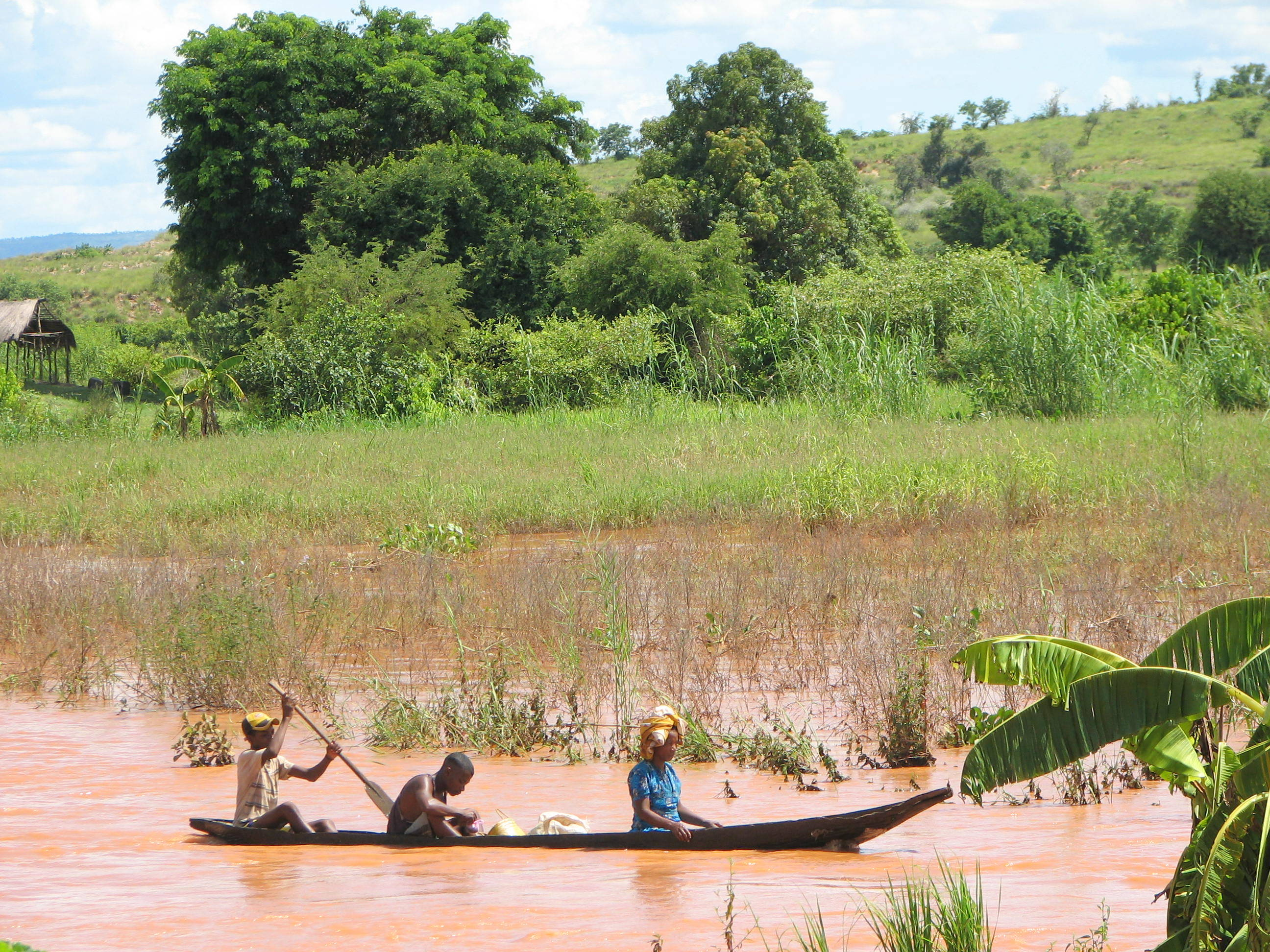
マダガスカル島のカヌー。旧フランス植民地ではカヌーはピローグと呼ばれることが多い。

## 船体の構造
一本の丸太を刳り貫いて作る「丸木舟」の場合、丸太を水に浮かべて自然に水面上に出る側を上にして、中を刳り貫いていくことで船の形状を彫り出していく。
さらに地域によっては、吃水より上の部分に板材を重ねばりする事で、大型化したものも作られている（学術的にはタナ発達と呼ばれる）。特に大洋州や東南アジアでは、丸太を削りだした船底にバウやスターン、ガンネルとなる部材を結縛した縫合船が広く用いられている。日本列島においても近世以前にはこうした構造を持つカヌーが数多く用いられていたが、近代以降、木材の払底やFRP船の普及によって姿を消した。
また日本列島においては船底をはぎ合わせる技法が発達した。こうした構造はムダマハギとかシキ構造と呼ばれるものである。一見すると板材を貼り合わせた構造に見える場合もあるが、学術的には「必ず1本の丸太から2つの船底材を削り出し、はぎ合わせる」という点を重視し、刳り船に含めている。さらにこうした削り出しの船底材の間にチョウと呼ばれるセンターピースを挿入する工法も存在している。
主に寒冷地で使われたスキンボートでは、木材などによって構成した骨組みに、防水処置を施した獣皮や布、樹皮（樺の樹皮などがよく使われたらしい）などを張って船体を作る。
近年では合成樹脂、合板＋グラスファイバーなどで船体を建造する例も多い。
レジャーでよく使われるリバーカヌーにはロイヤレックス、ポリエチレン製などが多く、軽くて剛性が必要な競技艇では、カーボンやケブラー・カーボンなどの素材が使われる。

## シングルブレード・パドルとダブルブレード・パドル
使われるパドルの違いで言えば、幅が広めでオープンデッキのカナディアンカヌー系のボートは、水を掻く部分が片側だけに付いたシングルブレードパドルで漕ぐ事が普通で、クローズドデッキで幅が狭い傾向にあるカヤック系のボートでは両端に水掻の付いたダブルブレードパドルを利用する事が一般的である。またオセアニアのパドルは地域により様々な形状がある。

## 船舶の構造の大まかな分類
- カナディアンカヌー
- カヤック
  - リバーカヤック
    - クローズドデッキ
    - シットオントップ

  - シーカヤック
    - クローズドデッキ
    - シットオントップ

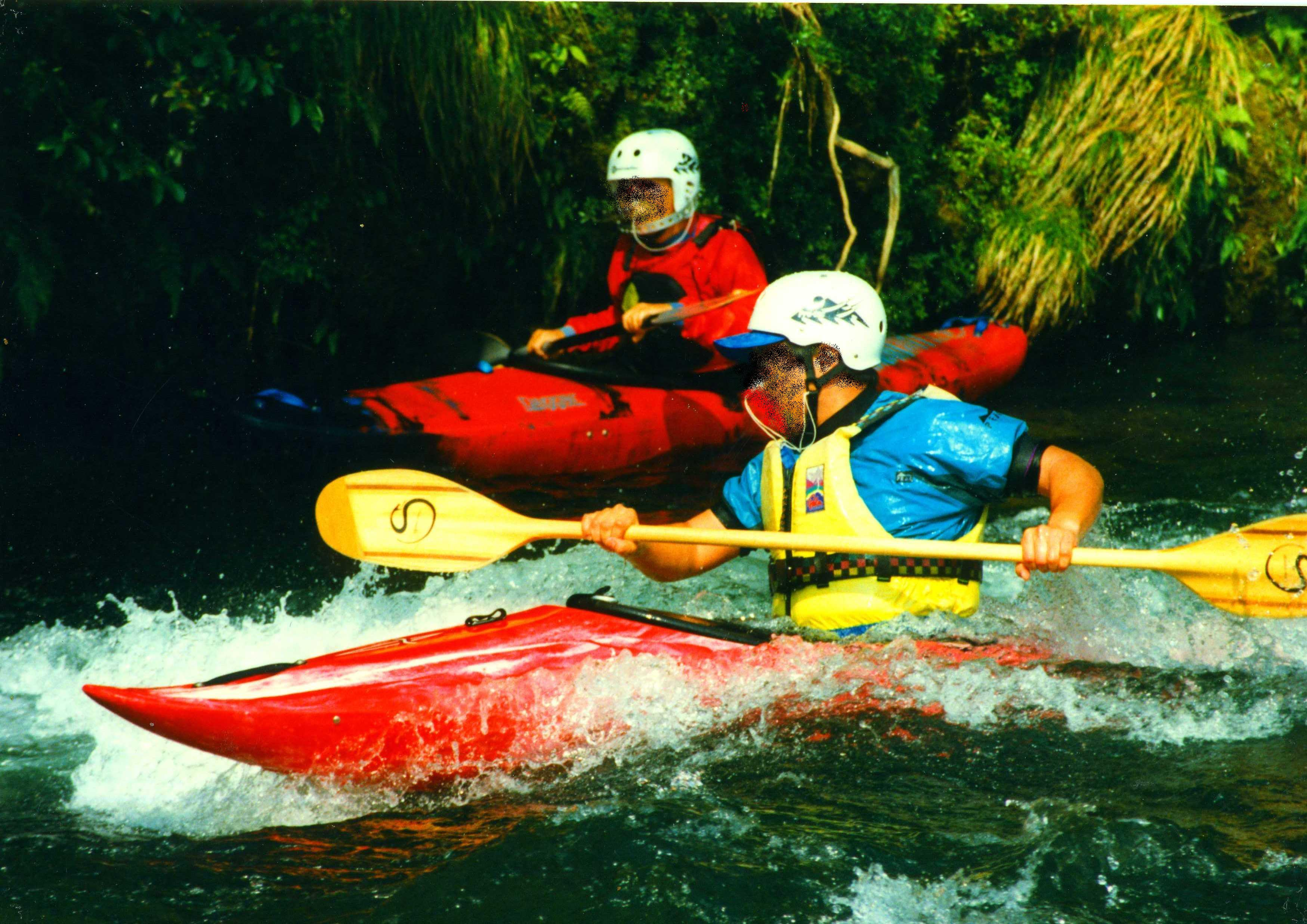
リバーカヤック リジッドタイプカヤック

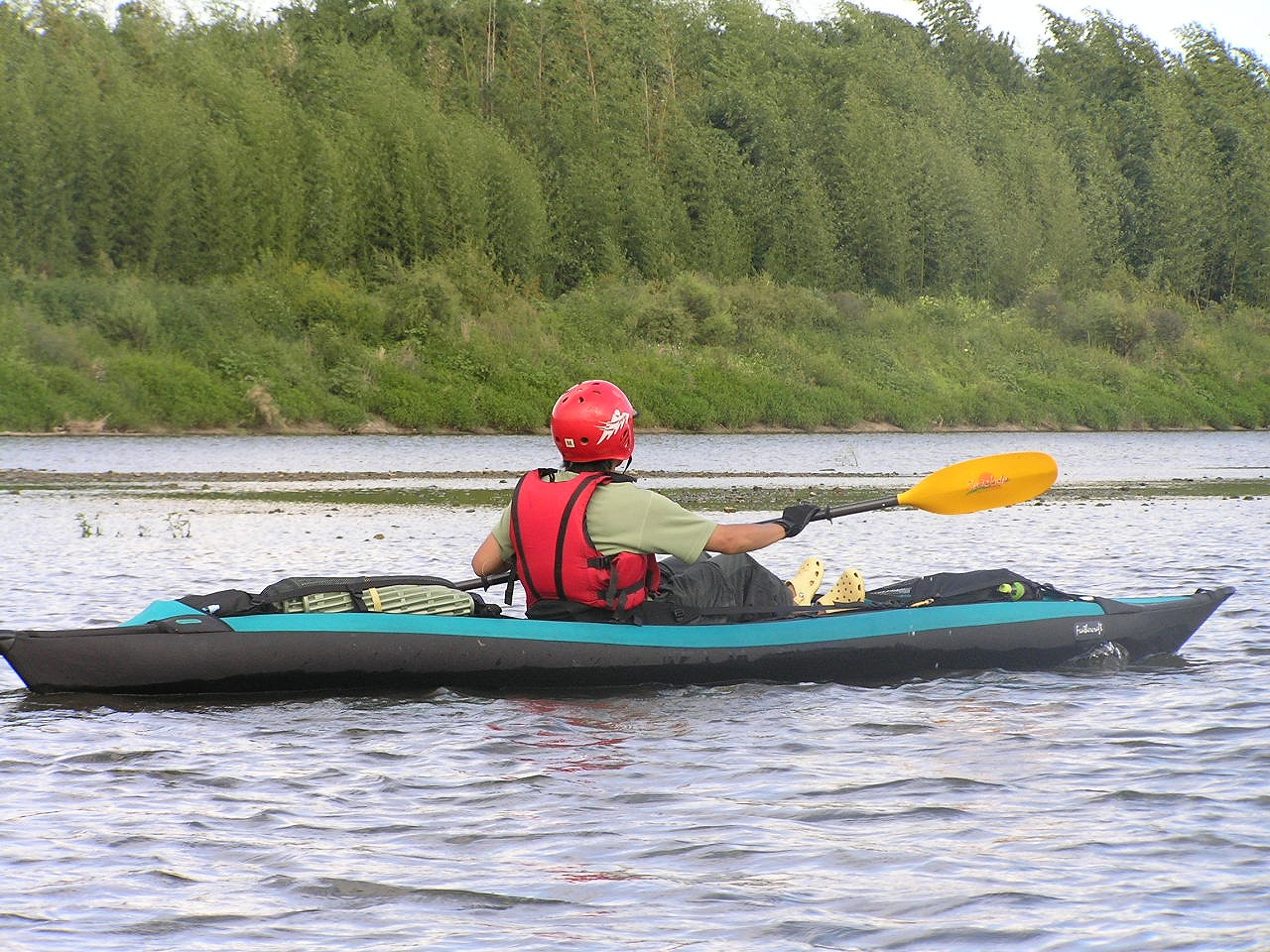
空気で船体を膨らませるインフレータブル・タイプのカヤック

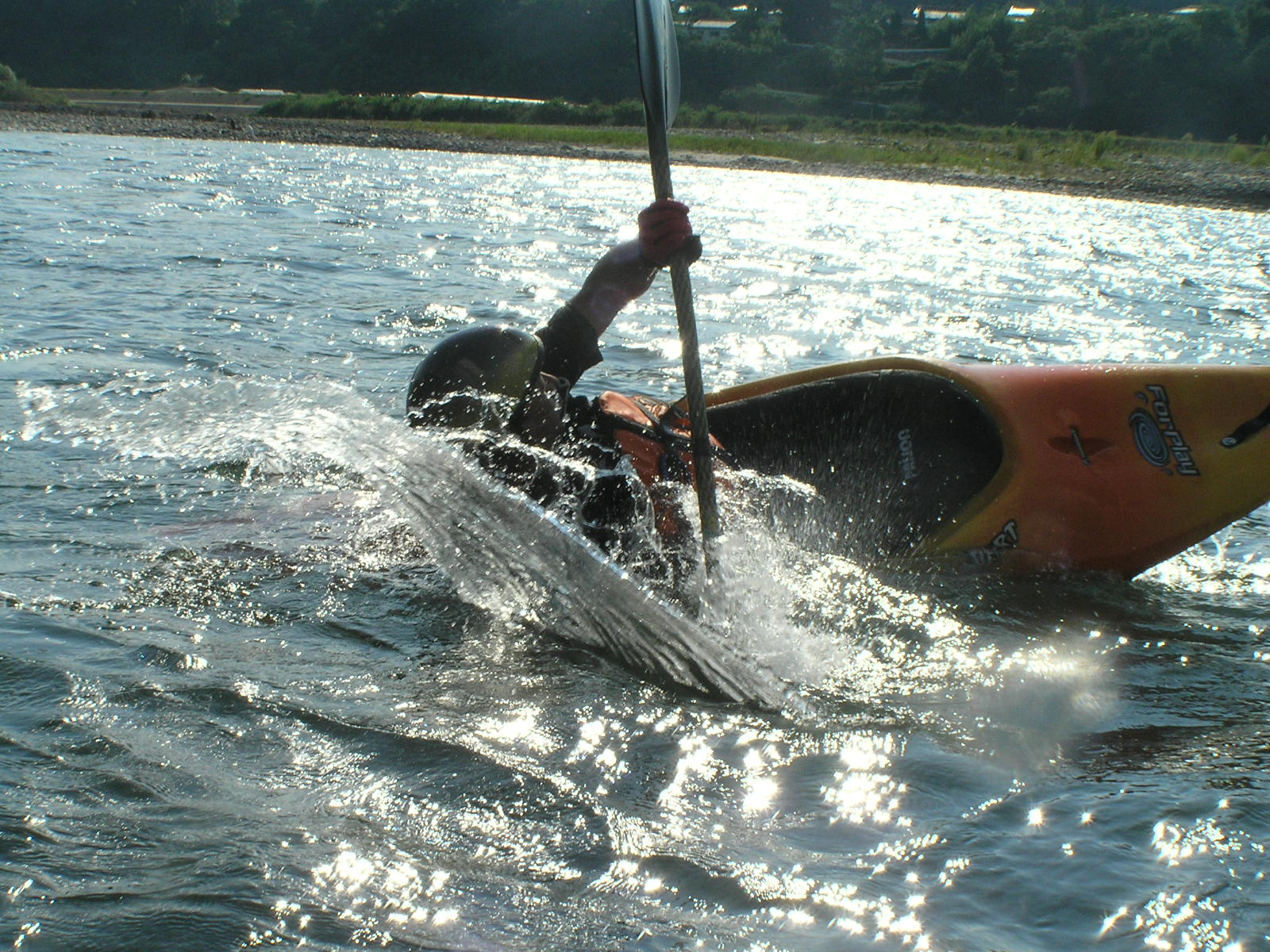
カヤックの技術、リカバリー（ハイ・ブレイス）。

- シングル・アウトリガー・カヌー（オセアニア、マダガスカル島等に分布）
  - 伝統的な木造カヌー
  - 競技艇（OC-1/V1、OC-4/V4、OC-6/V6）
  - セイリング・カヌー（パドリングではなく帆走によって航行するもの）
  - 航海カヌー（セイリング・カヌーの中でも大型で、数名の乗員と数トンの荷物を載せ、数百キロメートル以上の外洋航海が可能なもの。ミクロネシア、メラネシア、域外ポリネシアで主に用いられる。マウ・ピアイルックによれば、カロリン諸島の航海カヌーは通常、9日間の航海が可能であるとされる。船体、デッキ、ナヴィゲーター・ルームの構造は地域によって大きく異なる）
- ダブル・アウトリガー・カヌー（東南アジア島嶼部で広く用いられる）
- 戦闘用カヌー（英語版） ‐ アジア、アメリカ大陸、ヨーロッパ、アフリカなど広い地域で使われた。
  - ワカ・タウア（マオリが用いる長大な戦闘用カヌー。アウトリガーは装着されない。船体に美しい彫刻が施され、この彫刻は近年では芸術の一種と考えられている。また最近ではこの種のカヌーは観光用にも用いられている）
  - Kakap（英語版） - マレーシア、インドネシア、ブルネイで偵察・補給用などに使われたカヌー
- ダブル・カヌー（ほとんどが航海カヌーで、シングル・アウトリガーの航海カヌーよりも乗員数、積載能力、航続距離に優れ、無寄港で一か月強、数千キロメートルの外洋航海を行うことも可能。主にポリネシアで用いられる）

この分類におさまりきらないもの
- サーフスキー
- サーフカヤック
- ポロカヤック
- ラフト
- ダッキー

### ツーリング

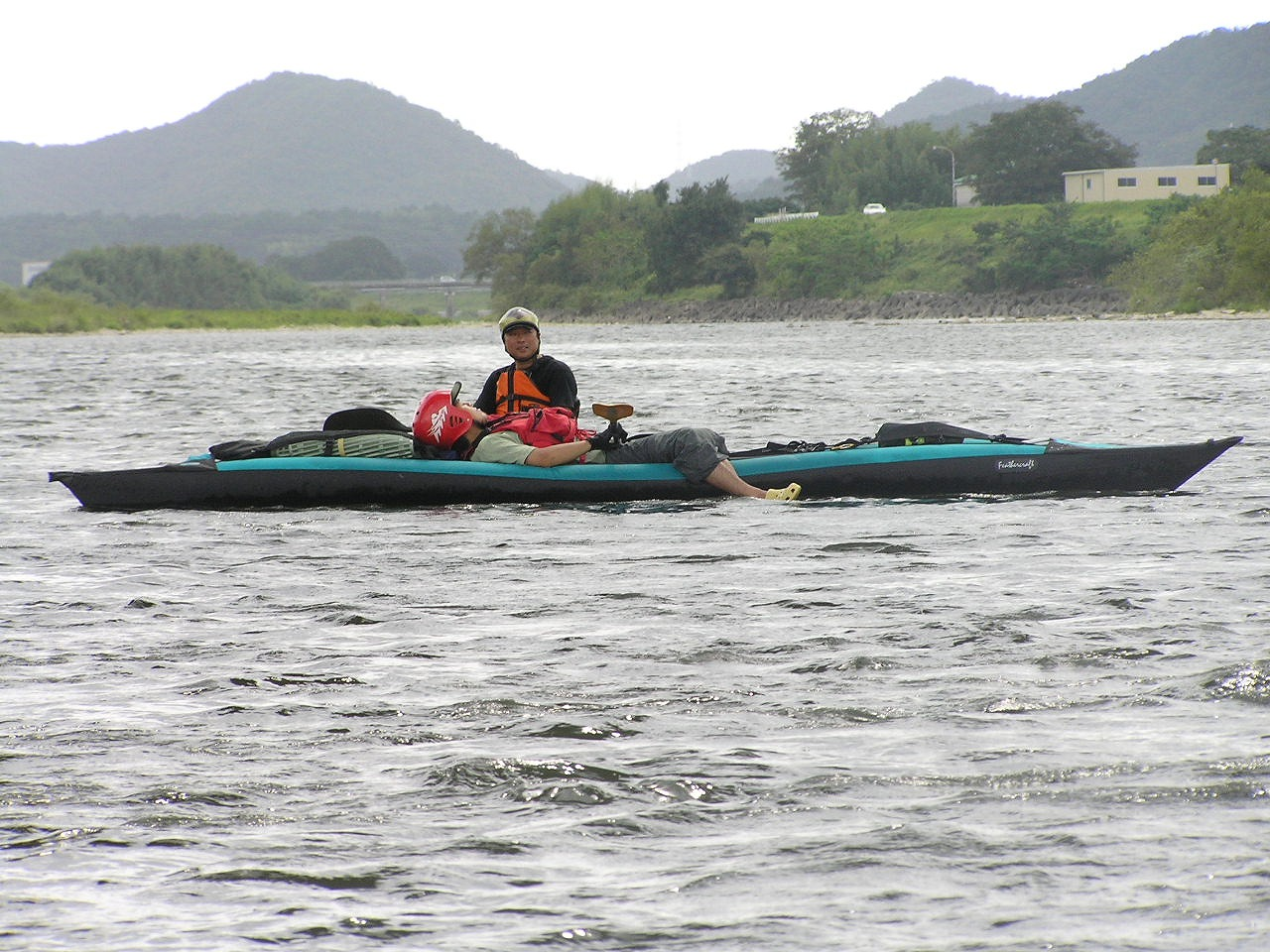
川旅（リバーツーリング）。
風に任せのんびり下る。加古川

- 川旅
- 遠洋航海

### 競技
- カヌースプリント - オリンピック種目（12種目）、パラリンピック種目（パラカヌー）[1]
  - オリンピック種目はカヤック部門（K）とカナディアン部門（C)[2]。
  - パラリンピック種目はカヤック部門（K）とヴァ―部門(V)[3]。
  - 2009年3月末まで「フラットウォーターレーシング」と呼ばれていた
- カヌースラローム - オリンピック種目（4種目）
- カヌーワイルドウォーター
- カヌーポロ
- ドラゴンカヌー
- カヌーマラソン
- フリースタイル（カヌー・カヤック）
- ホワイトウォーターロデオ（フリースタイル）
- サーフカヤック
- スクウォート
- クリーキング
- ビッグウォーター
- ストライド
- シットオントップ
- セーリングカヌー

（以上は日本カヌー連盟、国際カヌー連盟が統括する競技）
- アウトリガーカヌー（OC-1,OC-2,OC-3,OC-4,OC-6,DC-12あるいはV1,V2,V3,V4,V6,V12)
  - アウトリガーカヌー競技はエリア毎に伝統に根ざしたルールでの競技団体が存在する。
  - これらの競技団体の国際的な統括組織として80年のロサンゼルスオリンピックを契機に設立されたのがInternational Polynesian Canoe Federation（現在のInternational Va'a Federation）である。
  - 競技用アウトリガーカヌーは、左側にアマを持つこと、シングルブレードのパドルを用いることが特徴である。
  - 近年、ハワイ、北米といったエリアではOC1またはOC2にラダーを取り付けたものが主流となっているが、国際的にはラダー無しが標準である。
  - 国際ヴァア連盟内では、オセアニアを植民地化し抑圧・搾取を行った欧米文化への抵抗感、さらには単なる競技種目でなく民族固有の文化であるというプライドから、オリンピックを頂点とする国際的なスポーツへの迎合を良しとしない風潮もある。

## 国際交流
1998年よりハワイにおいて国際カヌーフェスティヴァルInternational Festival of Canoesが毎年開催され、ポリネシアを中心として世界各国からカヌービルダーが集まって交流を深めている。このイベントには日本からもアイヌのカヌービルダーが参加したことがある(2004年）。
また、4年ごとに各地で開催されている太平洋芸術祭Festival of Pacific Artsでも、カヌー関連のイベントは重要なものとなっており、1992年にクック諸島のラロトンガ島で行われた第6回大会では、大会のテーマそのものが「太平洋諸島民の航海の伝統」とされ、各地から航海カヌーが集結した。
さらに1996年にはニュージーランドのオークランドで、「航海カヌー・シンポジウム」が開催された。

## 著名なカヌー選手
- 本田大三郎 - カヌー競技の日本人初のオリンピック選手。1964年東京五輪出場。日本体育大学卒。現カヌースクール経営。
- ビルギット・フィッシャー - ドイツの女子カヌー選手、金メダル8個と銀メダル4個を獲得
- 井上清登 - ロサンゼルス五輪カナディアンシングル500mで日本人初の6位入賞
- 和泉博幸 - ロス五輪カナディアンペア8位入賞、ソウル五輪2大会連続日本代表、日体大卒
- 福里修誠 - ロス五輪カナディアンペア8位入賞
- 丸山小百合-アトランタ五輪代表、シドニー五輪２大会連続日本代表、筑波大卒
- 竹下百合子 - 北京五輪カヤックシングル4位入賞、早大卒
- 北本忍 - アテネ五輪代表、北京五輪カヤックペア500m5位入賞、武庫川女子大卒
- 竹屋美紀子 - アテネ五輪代表、北京五輪カヤックペア500m5位入賞、日体大卒
- 松下桃太郎 - ロンドン五輪代表。第17回アジア大会男子カヤックペア200メートル優勝。
- 藤嶋大規 - 第17回アジア大会男子カヤックペア200メートル優勝。立命館大卒。
- 羽根田卓也 - リオデジャネイロ五輪スラロームカナディアンシングルで日本人初の銅メダル。
- 高久瞳 - 世界選手権大会フリースタイルカヤックK1種目にて、アジア人、日本人男女通じて初の金メダルを獲得。[4]

## 著名なカヌーイスト
- 野田知佑